# Tejo (Mojoagung)
Tejo is een bestuurslaag in het regentschap Jombang van de provincie Oost-Java, Indonesië. Tejo telt 5260 inwoners (volkstelling 2010).